# Pau Prim
Pau Prim Coma (Barcelona, España, 22 de febrero de 2006) es un futbolista español que juega de centrocampista en el F. C. Barcelona Atlètic de la Primera Federación.

## Selección nacional
El 24 de octubre de 2023 fue seleccionado en la lista definitiva de José Lana para representar a España en el Mundial sub-17 de Indonesia.

## Estadísticas

### Clubes
Actualizado al último partido disputado el 6 de noviembre de 2024.
| Club                             | Div.          | Temporada     | Liga  | Liga  | Liga   | Copas nacionales | Copas nacionales | Copas nacionales | Copas internacionales | Copas internacionales | Copas internacionales | Total | Total | Total  |
| Club                             | Div.          | Temporada     | Part. | Goles | Asist. | Part.            | Goles            | Asist.           | Part.                 | Goles                 | Asist.                | Part. | Goles | Asist. |
| -------------------------------- | ------------- | ------------- | ----- | ----- | ------ | ---------------- | ---------------- | ---------------- | --------------------- | --------------------- | --------------------- | ----- | ----- | ------ |
| F. C. Barcelona Atlètic · España | 1.ª F         | 2023-24       | 14    | 0     | 0      | ―                | ―                | ―                | ―                     | ―                     | ―                     | 14    | 0     | 0      |
| F. C. Barcelona Atlètic · España | 1.ª F         | 2024-25       | 11    | 0     | 1      | —                | —                | —                | —                     | —                     | —                     | 11    | 0     | 1      |
| F. C. Barcelona Atlètic · España | Total club    | Total club    | 25    | 0     | 1      | 0                | 0                | 0                | 0                     | 0                     | 0                     | 25    | 0     | 1      |
| Total carrera                    | Total carrera | Total carrera | 25    | 0     | 1      | 0                | 0                | 0                | 0                     | 0                     | 0                     | 25    | 0     | 1      |